# Чандрагупта II
Чандрагупта II (правил ок. 380 — ок. 415) — один из самых могущественных правителей в истории Индии, сын Самудрагупты и внук Чандрагупты I. При нём государство Гуптов достигло предела своей протяжённости. В историю вошёл с прозвищем «Викрамадитья», что значит «сын доблести». В память о нём в Матхуре была воздвигнута знаменитая колонна из беспримесного железа.
По преданию, Чандрагупта не предназначался для престолонаследия и рос в тени хилого старшего брата. Организовав его убийство, он унаследовал от отца огромные владения на севере Индии и принялся за расширение их границ военными и мирными способами. День коронации Чандрагупты стал началом отсчёта календаря викрам-самват; в Непале он до сих пор отмечается как Новый год.
В течение 20 лет (приблизительно с 388 по 409 годы) Чандрагупта покоряет земли Западных Кшатрапов (осколок индо-скифского присутствия на субконтиненте), а именно — Саураштру, Гуджарат и Малаву с Уджайном.
Южнее этих земель начинались владения династии Вакатаки. Чандрагупта отдал в жёны тамошнему махарадже свою дочь Пхагхаватигупту. Овдовев, Прабхавати управляла государством от имени малолетних сыновей и чутко прислушивалась к советам родителя.
Правление Чандрагупты ознаменовалось небывалым расцветом наук и искусств. При его дворе в Айодхье блистали драматург Калидаса и астроном Варахамихира. Грандиозные архитектурные ансамбли были созданы в городе Паталипутра.
Сам будучи индуистом, Чандрагупта терпимо относился к другим религиям Индии — джайнизму и буддизму. Он чеканил серебряную монету с титулом «Викрамадитья», который стал нарицательным обозначением мудрого правителя в индийском фольклоре.
Китайский монах Фасянь, путешествовавший по Индии в 405—411 годах, с одобрением описывает внутреннее устройства государства Гуптов, которое не знало смертной казни.